# Club Atlético Gimnasia y Esgrima de Jujuy
|  | No s'ha de confondre amb Gimnasia y Esgrima (desambiguació). |

El Gimnasia y Esgrima de Jujuy és un club de futbol argentí de la ciutat de San Salvador de Jujuy.

## Història
El club va ser fundat el 18 de març de 1931. És un dels clubs més importants del nord-oest de l'Argentina, ha jugat la major part de la seva història a segona divisió, tot i que diverses vegades assolí la màxima categoria. Les seves darreres temporades a primera divisió han estat de 1994/95 al 2000 i des de la temporada 2005/06.
El Clàssic Jujeño de Futbol, es diu a la rivalitat que té amb Associació Cultural i Esportiva Alts Forns Zapla, «els Merengues». El Clàssic del Nord, per la seva banda, està donat per la rivalitat que té amb el Centre Joventut Antoniana de Salta, «Sants salteños», encara que ja no es disputa oficialment per tornejos d'AFA per la diferència de categories. El club és considerat com un dels quatre grans del futbol jujeño, sent fins a la data el club jujeño amb més títols, 38 en total.

### Els anys 60 'i els 80'
L'equip va ser animador de diversos Campionats Nacionals (jugats entre 1967 i 1985) arribant a jugar un total de 8 vegades, que van ser el 1970, 1973, 1975 (va aconseguir el 4t lloc), 1976, 1977, 1980, 1981 (va arribar a quarts de final) i 1982. Participava en la Copa d'Honor i va ser 10 vegades campió. Després de formar-se la «B» Nacional el 1986, li va costar afermar-se en la segona categoria, descendint al torneig de l'interior en 1988. De la mà de Salvador Ragusa torna a la segona divisió del futbol Argentí en 1993. I amb la conducció de Francisco «Pancho» Ferraro en la temporada 1993/94 va aconseguir aconseguir un altre ascens en forma consecutiva i torna a la Primera Divisió després de 12 anys d'absència, guanyant el campionat que el va tenir a la punta des del primer minut del primer partit, sent est un fet històric per al futbol argentí.

### Cronologia
- Salvador Ragusa (1992-1993)
- Francisco Ferraro (1993-1996)
- Víctor Riggio (1996-1997)
- Néstor Manfredi (1997-1999)
- Ariel Cuffaro Russo (1999)
- Gerónimo Saccardi (1999-2000)
- Raúl Armando Sosa (2000)
- Marcelo Hugo Herrera (2000)
- Humberto Zuccarelli (2000-2001)
- Héctor Arzubialde (2001-2002)
- Luis Manuel Blanco (2002-2003)
- Mario Humberto Lobo* (2003)
- Carlos Morales Santos* (2003)
- Víctor Alfredo Riggio (2003-2004)
- Francisco Ferraro (2004)
- Roberto Carlos Mario Gómez (2005-2006)
- José María Bianco (2006)
- Roberto Carlos Mario Gómez (2006-2007)
- Carlos Ramacciotti (2007-2008)
- Omar Labruna (2008-2009)
- Héctor Arzubialde (2009-2010)
- Francisco Ferraro (2010-2011)
- Salvador Ragusa (2011)
- José Luis Calderón (2011-2012)
- Roberto Carlos Mario Gómez (2012-2013)
- Mario Sciacqua (2014)
- Vacante (2015-)

Nota: (*) Entrenador inter

## Palmarès
- 1 Lliga argentina de segona divisió: 1993/94

## Jugadors destacats
- David Bisconti
- Mario Humberto Lobo
- Chato Rosas
- Francisco Pedro Manuel Sá
- José Daniel Valencia